# William Hamilton (Theologe)
William Hamilton (* 9. März 1924 in Evanston, Illinois; † 28. Februar 2012 in Portland, Oregon)  war ein evangelischer US-amerikanischer Theologe und Autor.

## Leben
Hamilton studierte evangelische Theologie am Oberlin College und am Union Theological Seminary. Nach seinem Studium erhielt er eine Anstellung als Hochschullehrer für Religion an der Colgate Rochester Divinity School. Später im Leben war er als Hochschullehrer für Religion an der Portland State University tätig. Als Autor schrieb er mehrere Bücher und verfasste Artikel für verschiedene theologische Fachzeitschriften. In den 1960er Jahren wurde er ein Vertreter der Gott-ist-tot-Theologie, zu denen unter anderem auch die protestantischen Theologen Thomas Jonathan Jackson Altizer, Gabriel Vahanian, Paul van Buren und der Rabbiner Richard Rubenstein gehörten. Auf dem US-amerikanischen Fernsehsender CBS erhielt er eine Fernsehsendung, in der Religionen dargestellt und erklärt wurden.

## Werke (Auswahl)
- Radical Theology and the Death of God, 1961 (gemeinschaftlich mit Thomas Jonathan Jackson Altizer)
- Reading Moby Dick and Other Essays, 1989